# Stephen Huss
Stephen Huss (* 10. prosince 1975, Bendigo, Austrálie) je bývalý australský profesionální tenista.
 Ve své dosavadní kariéře vyhrál 3 turnaje ATP World Tour ve čtyřhře.

## Finálová utkání na turnajích Grand Slamu ve čtyřhře (1)

### Vítězství (1)
| Rok  | Turnaj    | Partner       | Soupeři ve finále    | Výsledek                 |
| 2005 | Wimbledon | Wesley Moodie | Bob Bryan Mike Bryan | 7–6(4), 6–3, 6–7(2), 6–3 |

## Finálové účasti na turnajích ATP World Tour (10)

### Čtyřhra – výhry (3)
| Legenda                                                       |
| Grand Slam (1)                                                |
| ATP International Series Gold / ATP World Tour 500 Series (0) |
| ATP International Series / ATP World Tour 250 Series (2)      |

| Č. | Datum            | Turnaj             | Povrch | Partner         | Soupeři ve finále            | Výsledek                 |
| 1. | 14. duben 2002   | Casablanca, Maroko | antuka | Myles Wakefield | Martín García Luis Lobo      | 6–4, 6–2                 |
| 2. | 3. červenec 2005 | Wimbledon, Anglie  | tráva  | Wesley Moodie   | Bob Bryan Mike Bryan         | 7–6(4), 6–3, 6–7(2), 6–3 |
| 3. | 28. září 2008    | Peking, Čína       | tvrdý  | Ross Hutchins   | Ashley Fisher Bobby Reynolds | 7–5, 6–4                 |

### Čtyřhra – prohry (7)
| Legenda                                                       |
| ATP Masters Series / ATP World Tour Masters 1000 (1)          |
| ATP International Series Gold / ATP World Tour 500 Series (1) |
| ATP International Series / ATP World Tour 250 Series (5)      |

| Č. | Datum          | Turnaj             | Povrch      | Partner        | Vítězové                          | Výsledek          |
| 1. | 30. říjen 2005 | Basilej, Švýcarsko | koberec (h) | Wesley Moodie  | Agustín Calleri Fernando González | 7–5, 7–5          |
| 2. | 4. únor 2007   | Delray Beach, USA  | tvrdý       | James Auckland | Hugo Armando Xavier Malisse       | 6–3, 6–7(4), 10–5 |
| 3. | 7. říjen 2007  | Tokio, Japonsko    | tvrdý       | Frank Dancevic | Jordan Kerr Robert Lindstedt      | 6–4, 6–4          |
| 4. | 12. říjen 2008 | Moskva, Rusko      | tvrdý (h)   | Ross Hutchins  | Serhij Stachovskyj Potito Starace | 7–6(4), 2–6, 10–6 |
| 5. | 26. říjen 2008 | Lyon, Francie      | koberec (h) | Ross Hutchins  | Michaël Llodra Andy Ram           | 6–3, 5–7, 10–8    |
| 6. | 4. duben 2009  | Miami, USA         | tvrdý       | Ashley Fisher  | Max Mirnyj Andy Ram               | 6–7(4), 6–2, 10–7 |
| 7. | 10. duben 2010 | Houston, USA       | antuka      | Wesley Moodie  | Bob Bryan Mike Bryan              | 6–3, 7–5          |

## Postavení na žebříčku ATP ve čtyřhře na konci roku
| Rok    | 1999 | 2000   | 2001   | 2002  | 2003   | 2004   | 2005  | 2006  | 2007  | 2008  | 2009  |
| Pořadí | 578. | ▲ 286. | ▲ 125. | ▲ 73. | ▼ 115. | ▲ 105. | ▲ 22. | ▼ 55. | ▼ 79. | ▲ 44. | ▼ 45. |